# كيت كيندال
كيت كيندال (بالإنجليزية: Kate Kendall)‏ هي ممثلة أسترالية، ولدت في 27 يوليو 1973.

## وصلات خارجية
- كيت كيندال على موقع IMDb (الإنجليزية)
- كيت كيندال على موقع قاعدة بيانات الفيلم (الإنجليزية)